# Xisco Hernández
Francisco Hernández Marcos (n. Palma de Mallorca, 31 de julio de 1989) más conocido como Xisco Hernández es un futbolista español que juega en la demarcación de centrocampista para el Odisha Football Club de la Superliga de India.

## Trayectoria
Nacido en Palma de Mallorca, Hernández se formó en las categorías inferiores del RCD Mallorca. Hizo su debut con el filial en la temporada 2008-09 en Tercera División.
El 4 de julio de 2010, Hernández firmó con Elche CF de Segunda División. Sin embargo, un mes después, terminó su contrato y firmó por el CD Puertollano a principios de septiembre. 
El 27 de julio de 2011, Hernández regresó al RCD Mallorca B en Segunda División B. El 14 de diciembre de 2011 hizo su primera aparición con el primer equipo del RCD Mallorca, comenzando en una derrota en casa por 0-1 contra el Sporting de Gijón por la Copa del Rey. 
En agosto de 2012, Hernández firmó por el Lleida Esportiu y la temporada siguiente jugaría en el CD Atlético Baleares en Segunda División B.
El 18 de julio de 2014, Hernández firmó con el CF Reus Deportiu en Segunda División B. 
El 26 de mayo de 2015 firmaría por el Gimnàstic de Tarragona, recién ascendido a la segunda división, y el acuerdo entró en vigencia en julio.
El 13 de enero de 2016, después jugar poco durante la primera vuelta en la segunda división, Hernández regresó cedido al Atlético Baleares hasta junio. El 4 de abril de 2016, rescindió su contrato con Nàstic y firmó un contrato por dos temporadas con el Atlético Baleares.
El 6 de julio de 2018, firma con el Bengaluru FC  de la Superliga de India con el que se convierte en campeón de liga en marzo de 2019.
En verano de 2019, cambia de equipo y se compromete por una temporada con Odisha Football Club de la Superliga de India.

## Clubes
| Club                        | País   | Año             |
| --------------------------- | ------ | --------------- |
| RCD Mallorca B              | España | 2008-2010       |
| Elche CF                    | España | 2010-2011       |
| CD Puertollano              | España | 2010-2011       |
| RCD Mallorca B              | España | 2011-2012       |
| Lleida Esportiu             | España | 2012-2013       |
| Atlético Baleares           | España | 2013-2014       |
| CF Reus Deportiu            | España | 2014-2015       |
| Club Gimnàstic de Tarragona | España | 2015-2016       |
| Atlético Baleares           | España | 2016-2018       |
| Bengaluru FC                | India  | 2018-2019       |
| Odisha Football Club        | India  | 2019-Actualidad |

## Palmarés

### Campeonatos nacionales
| Título             | Club         | País  | Año  |
| ------------------ | ------------ | ----- | ---- |
| Superliga de India | Bengaluru FC | India | 2019 |